# Édouard Karemera
Édouard Karemera   (Kibuye, 1 de setembre de 1951 - Dakar, 31 d'agost de 2020) fou un polític ruandès. Va ser ministre de Relacions Institucionals de 1987 a 1994 durant la presidència de Juvénal Habyarimana i ministre de l'Interior el 1994 en el Govern Kambanda, que va ser responsable de la genocidi dels tutsis a Ruanda.

## Biografia
D'origen hutu. Estudià dret i treballà d'advocat. Va ser nomenat Ministre de Relacions Institucionals al maig de 1987, dins del govern de Juvénal Habyarimana. Després de l'assassinat d'aquest últim el 6 d'abril de 1994, que va ocupar el càrrec de Ministre de l'Interior del govern interí de Jean Kambanda de 25 de maig de 1994 fins al a mitjans de juliol del mateix any. També va ser vicepresident del MRND des del juliol de 1993.

### Implicació en el genocidi
Com a Ministre de l'Interior del Govern Kambanda, 
| « | Tenia el deure de garantir la seguretat de les persones i els béns a tot Ruanda. Exercia una autoritat de iure i un control de facto sobre els prefectes, subprefectes i alcaldes i era l'autoritat jeràrquica directa dels agents de l'administració territorial sobre tot Ruanda. | » |

En tant que vicepresident del MRND, 
| « | exercia un control efectiu sobre els membres de l'ala juvenil del seu partit, l'Interahamwe. En el govern d'emergència conegut com Abatabazi, també va exercir l'autoritat sobre els funcionaris del govern a les prefectures i comunitats controlades pel MRND, així com un control eficaç dels líders regionals i nacionals del "programa de defensa civil". | » |

Édouard Karemera van fugir de Ruanda després de la conquesta pel Front Patriòtic Ruandès, i va ser arrestat el 5 de juny de 1998 a Lomé (Togo), on s'havia refugiat. Va ser traslladat a la Unitat de Detenció de l'ONU a Arusha (Tanzània), on hi havia la seu del Tribunal Penal Internacional per a Ruanda. Va a ser jutjat juntament amb tres altres individus (Matthieu Ngirumpatse, Joseph Nzirorera i André Rwamakuba, en el marc del procés "Karemera et al". Iniciat el 27 de novembre de 2003, el judici fou ajornat sine die el 14 de maig de 2004, després de la recusació de la jutgessa senegalesa Andrésia Vaz. La Cambra d'Apel·lacions va ordenar la represa del judici "de novo", el cas d'André Rwamakumba va ser objecte una disjunció. El judici "Karemera & Al" finalment fou reprès el 19 de setembre de 2005. Després de la mort de José Nzirorera la 30 de juny de 2010, el judici va continuar i els procediments es van completar el 25 d'agost de 2011 amb la presentació de les sol·licituds i arguments, i es va anunciar el veredicte cap a finals de 2011.
Segons l'acta d'acusació del procurador del TPIR, Édouard Karemera és acusat d'haver participat en l'establiment de la milícia Interahamwe i el reclutament de nous membres, d'organitzar reunions per difondre la ideologia poder hutu, d'haver incitat, encoratjat o ajudat les matances dr tutsis mobilitzant-ne els recursos materials i logístics del país, inclòs l'exèrcit.
Édouard Karemera és acusat de:
- Conspiració per cometre genocidi;
- incitació directa i pública a cometre genocidi;
- Genocidi, o alternativament complicitat en genocidi;
- violació i extermini constitutiu de crims contra la humanitat.

Va ser considerat no culpable. Fou jutjat amb Matthieu Ngirumpatse el 21de desembre de 2011, i ambdós foren condemnats a presó perpètua. Va apel·lar el veredicte, encara que la sentència a cadena perpètua fou confirmada el 29 de setembre de 2014.